# Jo Jo White
Joseph Henry „Jo Jo“ White (* 16. November 1946 in St. Louis, Missouri; † 16. Januar 2018 in Boston, Massachusetts) war ein US-amerikanischer Basketballspieler.

## Leben und Karriere
Während seines fünfjährigen Studiums an der University of Kansas, wo er für das Basketballteam Jayhawks in der National Collegiate Athletic Association (NCAA) spielte, trat er mit der Nationalmannschaft der Vereinigten Staaten bei den Olympischen Sommerspielen 1968 in Mexiko an und gewann ungeschlagen die Goldmedaille.
Anschließend meldete er sich zum NBA-Draft 1969 an. Die Boston Celtics wählten ihn an neunter Stelle in der ersten Runde. Die folgenden zehn Jahre spielte er in Boston und konnte mit der Mannschaft 1974 und 1976 den NBA-Titel gewinnen, wobei er 1976 zusätzlich zum Finals MVP gewählt wurde. Von 1971 bis 1977 wurde er sieben Mal in Folge ins All-Star Team berufen.
Am 30. Januar 1979 wurde er im Tausch gegen einen Erstrundenpick zu den Golden State Warriors transferiert. Am 10. September 1980 wurde White an die Kansas City Kings verkauft, wo er 1981 seine Karriere beendete. In insgesamt 837 Spielen der regulären Saison erreichte er durchschnittlich 17,2 Punkte, 4,9 Assists und 4 Rebounds.
Am 9. April 1982 schlossen die Boston Celtics die Trikotnummer 10 zu Ehren von White von der Wiedervergabe aus. 2015 wurde er in die Naismith Memorial Basketball Hall of Fame aufgenommen.

## Karriere-Statistiken
| Legende | Legende                                        | Legende | Legende                                                     | Legende | Legende                                          |
| ------- | ---------------------------------------------- | ------- | ----------------------------------------------------------- | ------- | ------------------------------------------------ |
| GP      | Absolvierte Spiele (Games played)              | GS      | Spiele von Beginn an (Games started)                        | MPG     | Absolvierte Minuten pro Spiel (Minutes per game) |
| FG %    | Wurfquote aus dem Feld (Field-goal percentage) | 3P %    | Wurfquote Drei-Punkte-Würfe (3-point field-goal percentage) | FT %    | Freiwurfquote (Free-throw percentage)            |
| RPG     | Rebounds pro Spiel (Rebounds per game)         | APG     | Assists pro Spiel (Assists per game)                        | SPG     | Steals pro Spiel (Steals per game)               |
| BPG     | Blocks pro Spiel (Blocks per game)             | PPG     | Punkte pro Spiel (Points per game)                          | FETT    | Karriere-Bestmarke                               |

### Hauptrunde
| Saison   | Team                     | GP  | GS | MPG  | FG % | 3P % | FT % | RPG | APG | SPG | BPG | PPG  |
| -------- | ------------------------ | --- | -- | ---- | ---- | ---- | ---- | --- | --- | --- | --- | ---- |
| 1969–70  | Boston                   | 60  | —  | 22.1 | .452 | —    | .822 | 2.8 | 2.4 | —   |     | 12.2 |
| 1970–71  | Boston                   | 75  | —  | 37.2 | .464 | —    | .799 | 5.0 | 4.8 | —   |     | 21.3 |
| 1971–72  | Boston                   | 79  | —  | 41.3 | .431 | —    | .831 | 5.6 | 5.3 | —   |     | 23.1 |
| 1972–73  | Boston                   | 82  | —  | 39.6 | .431 | —    | .781 | 5.0 | 6.1 | —   |     | 19.7 |
| 1973–74  | Boston                   | 82  | —  | 39.5 | .449 | —    | .837 | 4.3 | 5.5 | 1.3 | 0.3 | 18.1 |
| 1974–75  | Boston                   | 82  | —  | 39.3 | .457 | —    | .834 | 3.8 | 5.6 | 1.6 | 0.2 | 18.3 |
| 1975–76  | Boston                   | 82  | —  | 39.7 | .449 | —    | .838 | 3.8 | 5.4 | 1.3 | 0.2 | 18.9 |
| 1976–77  | Boston                   | 82  | —  | 40.6 | .429 | —    | .869 | 4.7 | 6.0 | 1.4 | 0.3 | 19.6 |
| 1977–78  | Boston                   | 46  | —  | 35.7 | .419 | —    | .858 | 3.9 | 4.5 | 1.1 | 0.2 | 14.8 |
| 1978–79  | Minnesota / Golden State | 76  | —  | 30.8 | .444 | —    | .880 | 2.6 | 4.6 | 1.1 | 0.1 | 12.5 |
| 1979–80  | Golden State             | 78  | —  | 26.3 | .476 | .167 | .851 | 2.3 | 3.1 | 1.1 | 0.2 | 9.9  |
| 1980–81  | Kansas                   | 13  | —  | 18.2 | .439 | —    | .611 | 1.6 | 2.8 | 0.8 | 0.1 | 6.4  |
| Gesamt   | Gesamt                   | 837 | —  | 35.8 | .444 | —    | .834 | 4.0 | 4.9 | 1.3 | 0.2 | 17.2 |
| All-Star | All-Star                 | 7   | 0  | 17.7 | .483 | —    | .545 | 3.9 | 3.0 | 0.6 | 0.1 | 9.1  |

### Play-offs
| Saison  | Team   | GP | GS | MPG  | FG % | 3P % | FT % | RPG | APG | SPG | BPG | PPG  |
| ------- | ------ | -- | -- | ---- | ---- | ---- | ---- | --- | --- | --- | --- | ---- |
| 1971–72 | Boston | 11 | —  | 39.3 | .495 | —    | .833 | 5.4 | 5.3 | —   | —   | 23.5 |
| 1972–73 | Boston | 13 | —  | 44.8 | .450 | —    | .907 | 4.2 | 6.4 | —   | —   | 24.5 |
| 1973–74 | Boston | 18 | —  | 42.5 | .426 | —    | .739 | 4.2 | 5.4 | 0.8 | 0.1 | 16.6 |
| 1974–75 | Boston | 11 | —  | 42.0 | .441 | —    | .818 | 4.5 | 5.7 | 1.0 | 0.4 | 20.6 |
| 1975–76 | Boston | 18 | —  | 43.9 | .445 | —    | .821 | 3.9 | 5.4 | 1.3 | 0.1 | 22.7 |
| 1976–77 | Boston | 9  | —  | 43.9 | .453 | —    | .848 | 4.3 | 5.8 | 1.6 | 0.0 | 23.3 |
| Gesamt  | Gesamt | 80 | —  | 42.9 | .449 | —    | .828 | 4.4 | 5.7 | 1.1 | 0.1 | 21.5 |